# D139 (Gers)
De D139 is een 19,1 km lange departementale landweg, die in het Franse departement Gers (regio Occitanie) van noord naar zuid loopt.

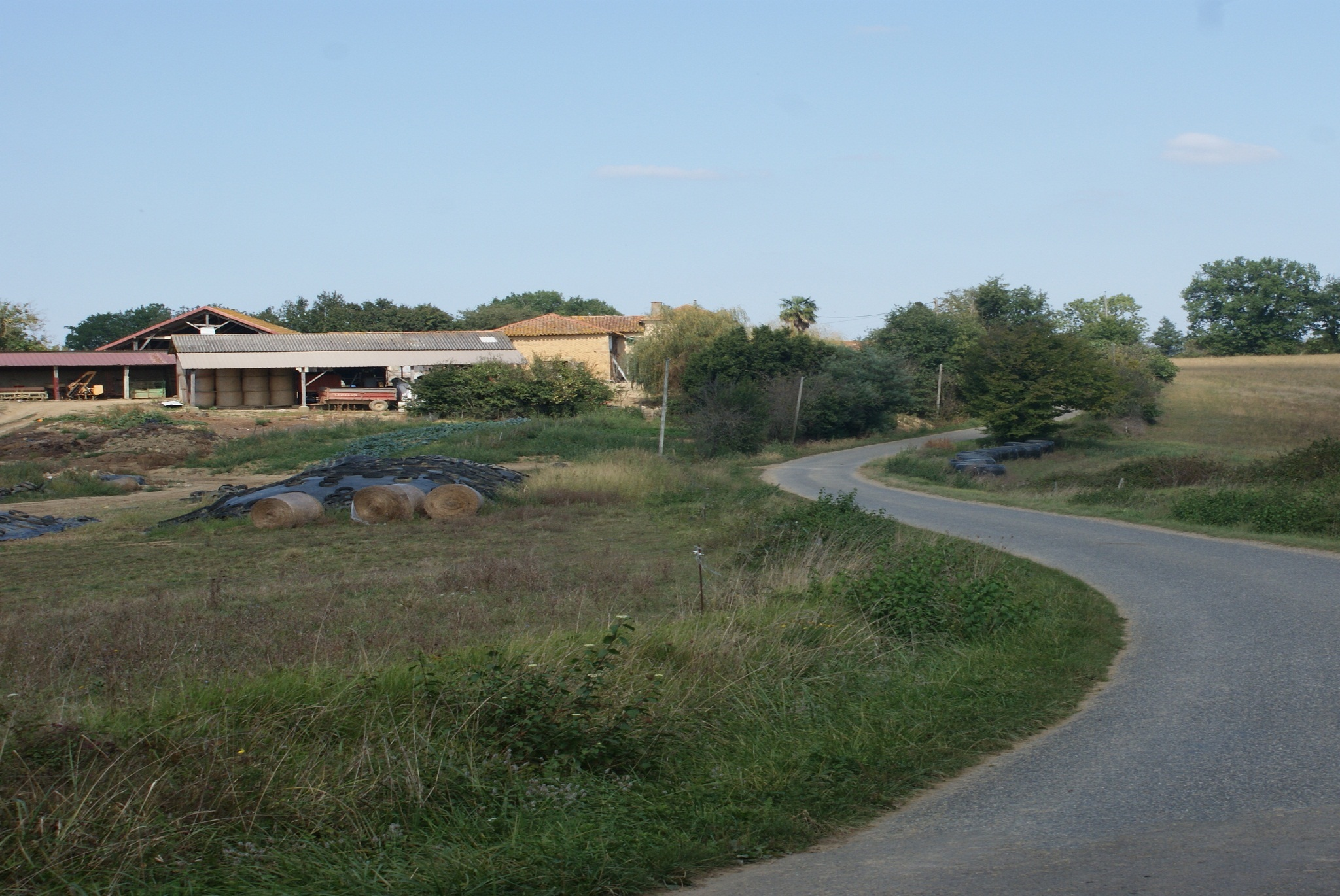
De weg ten noorden van Lalanne-Arqué.

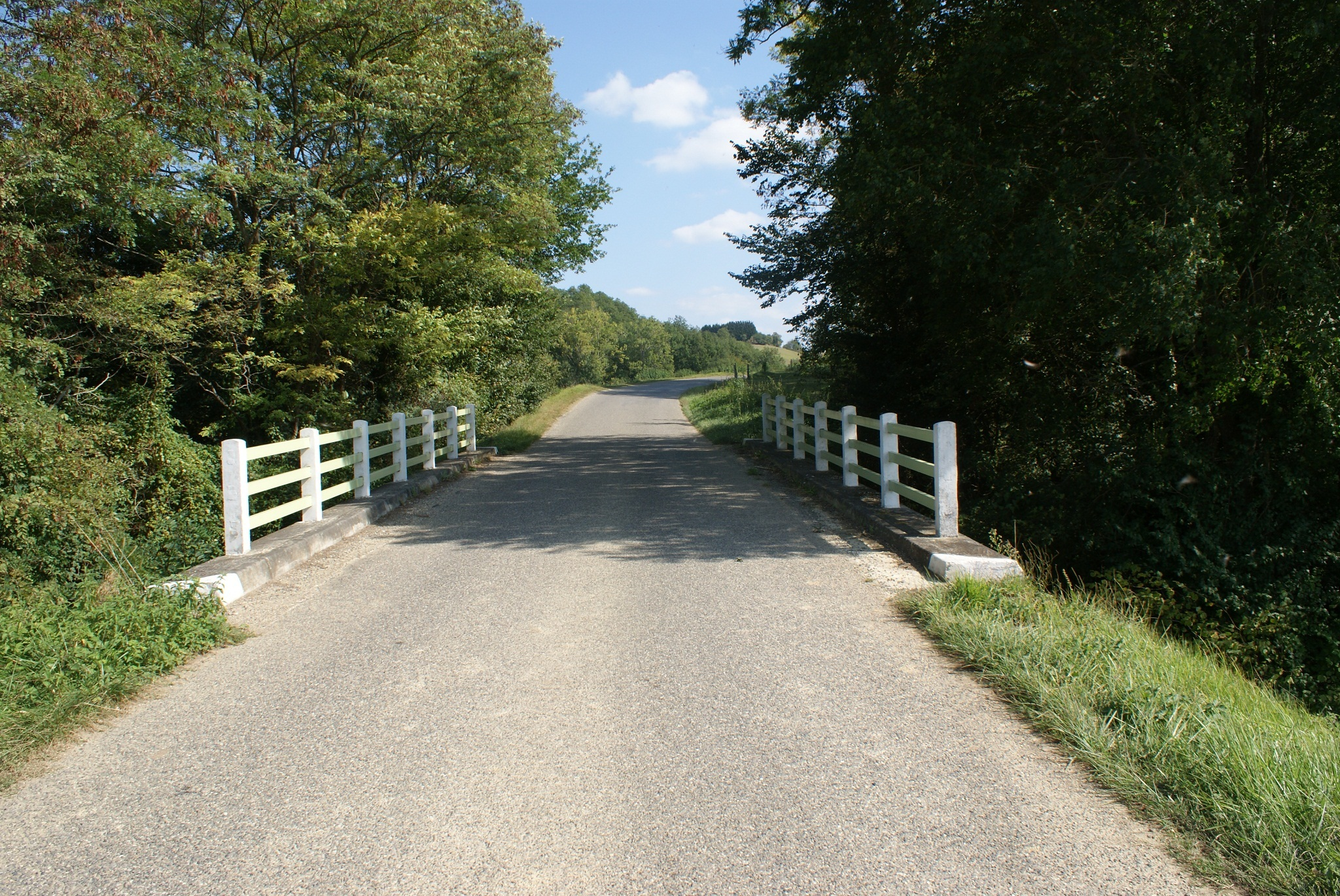
De weg kruist de Arrats de devant.

## Loop van de D139
De D139 loopt in het noorden van de D27 bij Masseube, naar het zuidwesten van het meer Lac de la Gimone, waar hij over gaat in de D9F. Deze loopt via de D9 naar Boulogne-sur-Gesse. De weg gaat door heuvelachtig gebied. Bij het meer Réservoir de l'Astarac is een stijgingspercentage van 16%.

## Plaatsen aan de D139
Van noord naar zuid:
| - komt van de D27 - komt langs het Institut Saint Christophe - Bézues-Bajon - kruist de D220 | - kruist de D40 - kruist de Arrats bij de zuidwestelijke punt van het meer Réservoir de l'Astarac - kruist de Arrats de devant - kruist de D283 | - kruist nabij Saint-Blancard de D228. - Lalanne-Arqué - gaat over in de D9F |  |